# 1999 aux échecs
Chronologie des échecs – Année 1999
| Années des échecs : 1996 - 1997 - 1998 - 1999 - 2000 - 2001 - 2002    |
| Décennies des échecs : 1960 - 1970 - 1980 - 1990 - 2000 - 2010 - 2020 |

## Événements majeurs
- 29 juin/22 juillet : Championnat du monde féminin : Xie Jun bat Alisa Galliamova 8,5-6,5[1].
- juillet/août 1999 : Aleksandr Khalifman remporte le Championnat du monde de la Fédération internationale des échecs 1999.

## Tournois et opens

### 1ertrimestre
- Garry Kasparov remporte le tournoi de Wijk aan Zee

## Championnats continentaux
| Compétition                              | Champion mixte | Championne |
| ---------------------------------------- | -------------- | ---------- |
| Championnat d'Afrique d'échecs           |                |            |
| Championnat d'Asie d'échecs              |                |            |
| Championnat d'Amérique d'échecs          |                |            |
| Championnat d'Europe d'échecs individuel |                |            |
| Championnat d'Océanie d'échecs           |                |            |
| Championnat d'Océanie d'échecs senior    |                |            |

## Championnats nationaux
- Argentine : Pablo Ricardi remporte le championnat[2],[3]. Chez les femmes, Liliana Burijovich s’impose.
- Autriche : Nikolaus Stanec remporte le championnat[4],[5]. Chez les femmes, Margit Krasser s’impose[6].
- Belgique : Pieter Claesen et Serge Vanderwaeren remportent le championnat[7]. Chez les femmes, Iris Neels s’impose[8].
- Brésil: Giovanni Vescovi remporte le championnat[9]. Chez les femmes, c’est Paula Fernanda Delai qui s’impose.
- Canada : Alexandre Lesiege remporte le championnat[10]. Chez les femmes pas de championnat[11].
- Chine :  Wang Zili remporte le championnat[12]. Chez les femmes, Qin Kanying s’impose.
- Écosse : Jonathan Rowson remporte le championnat[13].
- Espagne : Miguel Illescas remporte le championnat[14]. Chez les femmes, c’est Silvia Timòn qui s’impose[15].
- États-Unis : Boris Gulko remporte le championnat[16]. Chez les femmes, Anjelina Belakovskaia s’impose[17].
- Finlande: O.Salmensuu remporte le championnat[18].
- France : Étienne Bacrot remporte le championnat [19]. Chez les femmes, Flear s’impose[20].
- Guatemala : Carlos Armando Juárez[21]
- Honduras : José Antonio Guillén[22]
- Inde : Krishnan Sasikiran remporte le championnat[23].
- Iran (calendrier persan : 1378) : Hassan Abbassifar remporte le championnat[24].
- Kenya : Humphrey Andolo remporte le Championnat du Kenya d'échecs[25].
- Pays-Bas : Predrag Nikolic remporte le championnat [26]. Chez les femmes, c’est Erika Sziva[27] qui s’impose.
- Pologne : Tomasz Markowski remporte le championnat[28].
- Portugal : Chez les femmes, Catarina Leite[29]
- Royaume-Uni : Julian Hodgson remporte le championnat[30].
- Russie : Konstantin Sakaïev remporte le championnat[31].
- Suisse : Roland Ekström remporte le championnat [32]. Chez les dames, c’est Shahanah Schmid qui s’impose[33].
- Ukraine : Guennadi Kouzmine  remporte le championnat au départage devant  Alexei Bezgodov Stanislav Savtchenko, Aleksandr Moiseenko et Andriï Rakhmangoulov[34],[35].Chez les femmes, Galina Chliakhtich s’impose[36].
- RF Yougoslavie : Miroslav Tosicremporte le championnat[37],[38]. Chez les femmes, Irina Chelushkina s’impose.

## Divers
- Classement ELO au 1er janvier

| 1er | Garry Kasparov       | 2812 |
| 2e  | Viswanathan Anand    | 2784 |
| 3e  | Vladimir Kramnik     | 2751 |
| 4e  | Alexeï Chirov        | 2726 |
| 5e  | Alexander Morozevich | 2723 |
| 6e  | Michael Adams        | 2716 |
| 7e  | Vasily Ivanchuk      | 2714 |
| 8e  | Peter Svidler        | 2713 |
| 9e  | Anatoli Karpov       | 2710 |
| 10e | Veselin Topalov      | 2700 |

Chez les féminines
| 1er |
| 2e  |
| 3e  |

## Naissances
- Jorden van Foreest (30 avril), GMI néerlandais
- Wei Yi

## Nécrologie
- En 1999 : Ramchandra Sapre (en)
- 8 janvier : Eva Aronson (en)
- 4 février : Ken Smith
- 24 février : Catharina Roodzant
- 1er mars : Harras Heikinheimo (en)
- 13 avril : Ortvin Sarapu
- 21 avril : Roger Daniel
- 17 mai : Lembit Oll
- 6 juin : Olga Ignatieva
- En juillet : Martin Emanuel Johansson (en)
- 23 juillet : Yngvar Barda (en)
- En septembre : Elio Romani (en)
- 11 septembre : Francisco José Pérez (en)
- 13 septembre : Ruth Herstein (en)
- 17 septembre : Gary Koshnitsky (en)
- 24 septembre : Rowena Bruce
- 5 novembre : John Francis O'Donovan (en)
- 11 novembre : Lodewijk Prins
- 16 novembre : Kurt Kaliwoda (en)
- 23 novembre : Baldur Möller (en)
- 9 décembre : Juliane Hund (en)
- 29 décembre : Walter Muir (en)